# Shane Smeltz
Shane Edward Smeltz (n. 29 septembrie 1981, Göppingen, Baden-Württemberg) este un jucător de fotbal neozeelandez, care joacă pentru Gold Coast United și pentru echipa națională de fotbal a Noii Zeelande.

## Palmares
Personal:
- Fotbalistul anului în Oceania: 2007, 2008
- Medalia Johnny Warren: 2008-2009 cu Wellington Phoenix
- A-League: Gheata de Aur: 2008-2009 cu Wellington Phoenix - 12 goluri
- A-League: Gheata de Aur: 2009-2010 cu Gold Coast United - 19 goluri
- Fotbalistul anului în Noua Zeelandă: 2007
- Wellington Phoenix: Jucătorul anului: 2007-08
- Wellington Phoenix: Jucătorul anului (premiu acordat de ceilalți jucători): 2007-08, 2008-09
- Wellington Phoenix: Jucătorul anului (premiu acordat de mass-media): 2007-08, 2008-09
- Wellington Phoenix: Gheata de Aur în A-League Golden: 2008-09